# 3859 Börngen
3859 Börngen è un asteroide della fascia principale. Scoperto nel 1987, presenta un'orbita caratterizzata da un semiasse maggiore pari a 3,1948449 UA e da un'eccentricità di 0,1407812, inclinata di 2,88493° rispetto all'eclittica.
L'asteroide è dedicato all'astronomo tedesco Freimut Börngen.